# Nathan Adrian
Nathan Ghar-jun Adrian, né le 7 décembre 1988 à Bremerton dans l'État de Washington, est un nageur américain spécialiste des épreuves de sprint en nage libre (50 et 100 mètres).

## Biographie
Nathan Adrian est le fils de James et Cécilia Adrian. Sa mère Cécilia, d'origine chinoise, est née et a grandi à Hong Kong. Elle est infirmière pour le district scolaire de Bremerton, et son père James est un ingénieur nucléaire à la retraite pour le son chantier naval de Puget. Il a une sœur aînée, Donella, qui a nagé pour l'Université d'Arizona, et un frère aîné, Justin, qui a nagé pour l'Université de Washington. Nathan Adrian a commencé la natation à l'âge de cinq ans en raison de l'influence de ses frères et sœurs.
Étudiant à Berkeley, il défend les couleurs du club des Golden Bears avec qui il remporte ses deux premiers titres NCAA en 2009. Vainqueur des 50 et 100 yards nage libre, il s'empare alors des records des États-Unis.
Il connaît sa première sélection en équipe nationale lors des Championnats du monde en petit bassin 2008 disputés à Manchester au Royaume-Uni. Il y remporte trois médailles dont deux titres en gagnant de justesse le 100 m nage libre devant l'Italien Filippo Magnini et le Croate Duje Draganja. Avec ses coéquipiers du relais 4 × 100 m nage libre, il enlève un second titre — record planétaire à la clé — et termine second du relais quatre nages, uniquement devancé par l'équipe russe.
Quelques mois plus tard, il dispute pour la première fois des sélections olympiques à Omaha dans le Nebraska. Il y signe un nouveau record personnel en finale du 100 m nage libre qu'il achève au pied du podium, en 48,46 secondes. Cette performance lui permet d'obtenir sa qualification pour les Jeux olympiques d'été de 2008 au sein du relais du 4 × 100 m nage libre américain. Aux Jeux organisés à Pékin, Nathan Adrian est aligné en séries avec Matt Grevers, Cullen Jones et Ben Wildman-Tobriner. Ensemble, ils améliorent le record du monde de l'épreuve en 3 minutes et 12,23 secondes, un record de nouveau battu en finale mais sans Adrian, remplacé. Il devient malgré tout champion olympique en vertu de sa participation aux séries.
En juillet 2009 à Indianapolis, il remporte ses deux premiers titres de champion des États-Unis à l'occasion des sélections nationales pour les Championnats du monde 2009. Il profite alors des forfaits des favoris Jason Lezak et Michael Phelps ; le premier ayant choisi de se concentrer sur les Maccabiades, le second ayant renoncé en raison d'un torticolis. Vêtu d'une combinaison controversée de la marque Jaked, il gagne tout d'abord le 50 m en 21 s 52 devant Cullen Jones et Garrett Weber-Gale, tous les deux à 3 centièmes de seconde. Peu après, il signe le doublé 50–100 m en s'imposant sur l'aller-retour en 48 secondes tout rond sur David Walters et Weber-Gale. Ces performances le placent aux cinquième et neuvième rangs mondiaux de l'année 2009 et lui permettent d'obtenir son billet dans ces deux épreuves aux Mondiaux de Rome. Il demeure cependant à bonne distance des favoris, français notamment, plus proches des 47 secondes que des 48.
Lors des Mondiaux de Shanghai en 2011, il remporte la médaille de bronze avec le relais 4 × 100 m nage libre puis la médaille d'or avec le relais 4 × 100 m quatre nages.
Durant les Jeux olympiques de Londres, en 2012, Nathan Adrian remporte au total 3 médailles dont 2 d'or.
Sa première médaille remportée est celle d'argent, au relais 4 × 100 m nage libre, au côté de Michael Phelps, Cullen Jones et Ryan Lochte.
Sa deuxième médaille remportée est celle d'or, au 100 m nage libre, en battant le favori James Magnussen de 0,01s.
Et la dernière médaille est celle d'or également, en tant que membre de l'équipe américaine du relais quatre nages 4 × 100 m. Cette équipe est composée de Matt Grevers, au dos crawlé, de Brendan Hansen, à la brasse, et de Michael Phelps au papillon.
En 2019, il revient à la compétition après un cancer des testicules.

## Palmarès

### Jeux olympiques
- Jeux olympiques d'été de 2008 à Pékin (Chine) :
  -  Médaille d'or au titre du relais 4 × 100 m nage libre[Note 1].
- Jeux olympiques de 2012 à Londres (Angleterre) :
  -  Médaille d'argent du relais 4 × 100 m nage libre.
  -  Médaille d'or du 100 m nage libre.
  -  Médaille d'or au titre du relais 4 × 100 m quatre nages.
- Jeux olympiques de 2016 à Rio de Janeiro (Brésil) :
  -  Médaille d'or du relais 4 × 100 m nage libre.
  -  Médaille de bronze du 100 m nage libre.
  -  Médaille de bronze du 50 m nage libre.
  -  Médaille d'or au titre du relais 4 × 100 m quatre nages.

### Championnats du monde
Grand bassin
- Championnats du monde 2009 à Rome (Italie) :
  -  Médaille d'or au titre du relais 4 × 100 m nage libre.
  -  Médaille d'or au titre du relais 4 × 100 m quatre nages.
- Championnats du monde 2011 à Shanghai (Chine) : 
  -  Médaille d'or au titre du relais 4 × 100 m 4 nages.
  -  Médaille de bronze au titre du relais 4 × 100 m nage libre.
- Championnats du monde 2013 à Barcelone (Espagne) : 
  -  Médaille d'argent au titre du relais 4 × 100 m nage libre.
  -  Médaille de bronze du 100 m nage libre.
- Championnats du monde 2015 à Kazan (Russie) :
  -  Médaille d'or au titre du relais 4 × 100 m 4 nages.
  -  Médaille d'or au titre du relais 4 × 100 m nage libre mixte.
  -  Médaille d'argent du 50 m nage libre.
- Championnats du monde 2017 à Budapest (Hongrie) :
  -  Médaille d'or au titre du relais 4 × 100 m nage libre.
  -  Médaille d'or au titre du relais 4 × 100 m 4 nages.
  -  Médaille d'or au titre du relais 4 × 100 m nage libre mixte.
  -  Médaille d'argent du 100 m nage libre.
- Championnats du monde 2019 à Gwangju (Corée du Sud) :
  -  Médaille d'or au titre du relais 4 × 100 m nage libre.
  -  Médaille d'or au titre du relais 4 × 100 m nage libre mixte (participe uniquement aux séries).
  -  Médaille d'argent au titre du relais 4 × 100 m 4 nages.

Petit bassin
- Championnats du monde en petit bassin 2008 à Manchester (Royaume-Uni) :
  -  Médaille d'or du 100 m nage libre.
  -  Médaille d'or au titre du relais 4 × 100 m nage libre.
  -  Médaille d'argent au titre du relais 4 × 100 m quatre nages.

### Championnats pan-pacifiques
- Championnats pan-pacifiques 2010 à Irvine (États-Unis) :
  -  Médaille d'or du 50 m nage libre.
  -  Médaille d'or du 100 m nage libre.
  -  Médaille d'or au titre du relais 4 × 100 m nage libre.
  -  Médaille d'or au titre du relais 4 × 100 m quatre nages.

## Records

### Records personnels
Ce tableau détaille les records personnels de Nathan Adrian en grand bassin.
| Épreuve          | Temps   | Compétition                            | Lieu                 | Date          |
| 50 m nage libre  | 21 s 37 | Championnats du monde de natation 2015 | Kazan, Russie        | 8 août 2015   |
| 100 m nage libre | 47 s 52 | JO 2012                                | Londres, Royaume-Uni | 1er août 2012 |

Son précédent record sur 100 m libre datait de 2009 et s'élevait à 48 s 00.

### Records du monde battus
Nathan Adrian a battu deux records du monde dans sa carrière. Le 10 août 2008, lors des Jeux olympiques d'été de 2008, il fait en effet partie du quatuor américain qui bat le record du monde du relais 4 × 100 m nage libre en grand bassin en 3 min 12 s 23, un temps amélioré dès le lendemain sans lui cette fois. Lors du record planétaire, il était accompagné de Matt Grevers, Cullen Jones et Ben Wildman-Tobriner. Quelques mois auparavant, il battait le record du monde du relais 4 × 100 m nage libre en petit bassin lors des Championnats du monde de Manchester.

## Dans les médias
Il apparaît notamment dans l'épisode « Nager en plein sirop » du documentaire américain MythBusters, dans lequel il se voit tester la rapidité de la nage dans le sirop par rapport à celle dans l'eau.